# Rabbit Heart (Raise It Up)
«Rabbit Heart (Raise It Up)» — песня британской инди-рок-группы Florence and the Machine из их дебютного студийного альбома Lungs (2009). Песня была выпущена третьим синглом с альбома 21 июня 2009 года на лейблах Island и Moshi Moshi. Песня была написана Флоренс Уэлч и Полом Эпуортом, спродюсирована Эпуортом и сведена Сензо Таунсендом. Песня содержит музыкальные отрывки песни «House Jam» группы Gang Gang Dance. Песня была ремикширована многими музыкантами, такими как Jamie T.
«Rabbit Heart (Raise It Up)» добралась до 12-й позиции хит-парада UK Singles Chart, став третьим самым успешным синглом группы на тот момент после «Spectrum», которая добралась до первой позиции и «You’ve Got the Love», добравшейся до пятой позиции.

## Хит-парады
| Хит-парад (2009–10)                  | Лучшая позиция |
| ------------------------------------ | -------------- |
| Australia (ARIA Charts)              | 93             |
| Belgium (Ultratop 50 Flanders)       | 50             |
| Ireland (IRMA)                       | 41             |
| Scotland (Official Charts Company)   | 10             |
| UK Singles (Official Charts Company) | 12             |